# Ross Connelly
Ross Taylor Connelly (ur. 27 czerwca 1999) – brytyjski zapaśnik walczący w stylu wolnym. Zajął piąte miejsce na igrzyskach wspólnoty narodów w 2022 i dziesiąte w 2018. Brązowy medalista mistrzostw Wspólnoty Narodów w 2017 roku, gdzie reprezentował Szkocję.
Jego ojciec David Connelly, również był zapaśnikiem.